# Blomberg-Fritsch-Krise

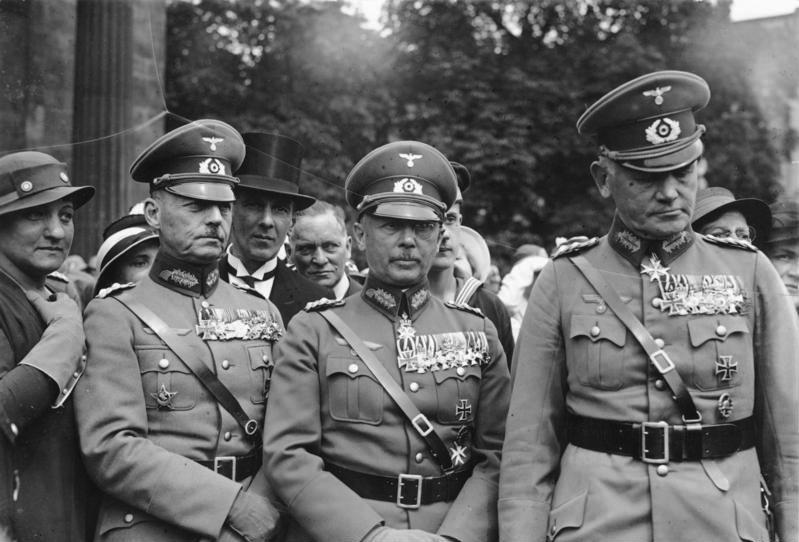
Von links nach rechts; Gerd von Rundstedt, Werner von Fritsch und Werner von Blomberg im Jahre 1934

Die Blomberg-Fritsch-Krise führte während der Zeit des Nationalsozialismus im Deutschen Reich zu Jahresbeginn 1938 zur Entlassung des Reichskriegsministers und Oberbefehlshabers der Wehrmacht, Werner von Blomberg, und des Oberbefehlshabers des Heeres, Werner von Fritsch. Vorwürfe privater Affären, die sich im Falle Fritschs als haltlos erwiesen, boten Adolf Hitler die Möglichkeit, sich der wichtigsten Kritiker seiner aggressiven, konfliktträchtigen Außenpolitik (Blomberg, Fritsch und Außenminister Neurath) zu entledigen und durch Etablierung des Oberkommandos der Wehrmacht den Oberbefehl über die Wehrmacht zu übernehmen.

## Ablauf
Hitler hatte am 5. November 1937 in Anwesenheit von Kriegsminister Werner von Blomberg mit den Oberbefehlshabern von Heer (Werner von Fritsch), Kriegsmarine (Erich Raeder) und Luftwaffe (Hermann Göring) sowie Außenminister Konstantin Freiherr von Neurath und Hitlers Wehrmachts-Adjutant, Oberst Friedrich Hoßbach, seine aggressiven außenpolitischen Ziele und deren alsbaldige Umsetzung besprochen. Er war dabei auf massive Kritik von Blomberg, Fritsch und Neurath gestoßen, wie aus Hoßbachs Niederschrift hervorgeht. Hitler lehnte weiterführende Gespräche mit den Kritikern ab und zog sich bis Mitte Januar nach Berchtesgaden zurück.
Wenige Wochen später tauchten Polizeiakten auf; in der einen wurde die neue Gattin Blombergs seit 1932 als Prostituierte geführt, in der anderen wurde Fritsch, aufgrund einer Verwechslung, als Homosexueller denunziert. Beide Offiziere wurden daraufhin zum Rücktritt gezwungen. Hitler nutzte die Affäre als Vorwand zur Entlassung renommierter fachlicher Kritiker.

### Blomberg-Affäre
Der verwitwete Blomberg lernte im September 1937 die 35 Jahre jüngere Margarethe Gruhn kennen, die 1932 von der Berliner Polizei als Prostituierte registriert worden war. Nach wenigen Wochen hielt er um ihre Hand an, wozu er die Zustimmung Hitlers als des obersten Befehlshabers der Wehrmacht benötigte. Er deutete lediglich an, seine Verlobte sei ein einfaches „Mädchen aus dem Volke“, und machte sich Sorgen wegen der nicht standesgemäßen Heirat. Hitler bot sofort an, persönlich als Trauzeuge aufzutreten und empfahl Göring als zweiten Trauzeugen. Die Trauung fand im kleinen Kreis am 12. Januar 1938 im Kriegsministerium statt.
Schon wenige Tage nach der Hochzeit begannen Prostituierte in Berlin davon zu reden, dass „eine von ihnen“ die soziale Leiter weit hinaufgestiegen sei und den Kriegsminister geheiratet habe. Der Oberbefehlshaber des Heeres, Fritsch, erhielt einen anonymen Hinweis. Auch der Gestapo kamen jetzt Gerüchte zu Ohren. Helldorff, der Berliner Polizeipräsident, legte Göring, einem der beiden Trauzeugen, die Polizeiakte von Margarethe Gruhn vor. Anhand des Fotos bestätigte Göring die Identität mit der Ehefrau Blombergs. Am 24. Januar 1938 informierte er Hitler.
Nachdem Blomberg sich geweigert hatte, seine Ehe annullieren zu lassen, wurde er am 27. Januar 1938 von Hitler entlassen. Bei seinem Abschied erhielt Blomberg einen „goldenen Handschlag“ von 50.000 Reichsmark.

### Fritsch-Affäre
Am 24. Januar 1938, nachdem er von Blombergs Mesalliance erfahren hatte, erinnerte Hitler sich daran, dass Generaloberst von Fritsch 1936 in den Verdacht geraten war, 1933 durch einen Berliner Kleinkriminellen namens Otto Schmidt wegen angeblicher homosexueller Handlungen erpresst worden zu sein. Am frühen Morgen des 25. Januar lag eine Rekonstruktion der alten Akte, besorgt von Reinhard Heydrich, dem Chef der Sicherheitspolizei, auf Hitlers Schreibtisch. Hitler wollte Fritsch nicht ebenso wie Blomberg loswerden, sondern sicher sein und einen neuen möglichen Skandal vermeiden. Er übergab die schmale Akte an seinen Adjutanten Hoßbach, verbunden mit dem Befehl, absolutes Stillschweigen zu bewahren. Hoßbach informierte dennoch den Oberbefehlshaber des Heeres. Fritsch erinnerte sich, dass er 1933/34 mit einem Hitlerjungen, in der Regel unter vier Augen, das Mittagessen eingenommen hatte, um der Aufforderung nachzukommen, im Rahmen der Winterhilfskampagne Bedürftige mit freien Mahlzeiten zu versorgen. Er nahm an, dass böswillige Zungen das falsch interpretiert hätten. Am nächsten Tag beteuerte Fritsch in der Reichskanzlei gegenüber Hitler seine Unschuld, machte aber dabei den Fehler, ihm die harmlose Geschichte mit dem Hitlerjungen zu erzählen. Hitlers Verdacht stieg sofort, und als danach der Häftling Otto Schmidt aus dem KZ Börgermoor, einem der Emslandlager, herbeigeholt wurde und auf seinen Anschuldigungen beharrte, verlor Hitler sein Vertrauen in Fritsch, wie Goebbels in seinem Tagebuch vermerkte.
Am 3. Februar 1938 forderte Hitler von Fritsch dessen Rücktritt. Tags darauf wurde das von ihm beschlossene Revirement offiziell proklamiert. Am 5. Februar gab er in einer Kabinettssitzung bekannt, dass die beiden Generäle Blomberg und Fritsch aus „gesundheitlichen Gründen“ zurückgetreten seien. Von Fritschs Nachfolge als Heereschef trat mit Wirkung zum 4. Februar 1938, unter gleichzeitiger Beförderung zum Generaloberst, der bisherige General der Artillerie Walther von Brauchitsch an.
Es gelang einigen Militärjuristen unter Führung des Reichskriegsgerichtsrats Karl Sack (der 1945 als Widerständler im KZ Flossenbürg gehängt wurde), Hitler zur Zustimmung zu einem Kriegsgerichtsverfahren zu bewegen. Die Juristen hatten das Ziel, Fritsch zu rehabilitieren. Mit dieser Zustimmung konnten sie Ermittlungen aufnehmen, wogegen die Gestapo opponierte. Anfang März hatte Sack herausgefunden, dass der Erpresser Schmidt einen pensionierten „Rittmeister von Frisch“ mit dem Generaloberst von Fritsch verwechselt hatte. Göring schwenkte offenbar auf die Seite der Fritsch-Freunde über und traktierte den Kronzeugen Schmidt so lange, bis dieser die Wahrheit gestand; Schmidt widerrief am 18. März 1938 seine Aussage. Fritsch wurde von einem Ehrengericht des Reichskriegsgerichts freigesprochen und rehabilitiert. Er wurde jedoch nicht in seine vorherige Stellung wiedereingesetzt, sondern lediglich zum Regimentschef seines alten Artillerieregiments ernannt. Als Chef dieses Regiments fiel er am 22. September 1939 beim Überfall auf Polen in der Schlacht um Warschau.

## Folgen
Nach dem Abgang der beiden Offiziere löste Hitler das Reichskriegsministerium auf und bildete daraus aus machtpolitischen Erwägungen das Oberkommando der Wehrmacht (OKW) mit Wilhelm Keitel als Chef. Die Führung der Wehrmacht übernahm Hitler von nun an selbst. Zum Oberkommandierenden des Heeres (OKH) ernannte er General von Brauchitsch, der als willfährig galt und ihm bereits zugesagt hatte, das Heer näher an den Nationalsozialismus heranzuführen.
Der Völkische Beobachter veröffentlichte am 5. Februar 1938 unter der Balkenschlagzeile: „Stärkste Konzentration aller Kräfte in der Hand des Obersten Führers“ eine Liste aller Umbesetzungen.
In der letztmaligen Kabinettssitzung des Dritten Reiches am 5. Februar 1938 machte Hitler auch die Ablösung des konservativen Außenministers von Neurath durch den ihm ergebenen von Ribbentrop öffentlich. In diesem Zusammenhang wurden auch die wichtigen Botschafterposten Tokio (Herbert von Dirksen), Wien (Franz von Papen) und Rom (Ulrich von Hassell) neu besetzt. Außerdem wurde der Wirtschaftsminister Hjalmar Schacht durch Walther Funk ersetzt. Im Ganzen „leitete Hitler sicherlich auch die Absicht, das Spektakel der Entlassung von Blomberg und Fritsch hinter den Nebeln eines umfassenden Personalschubs zu verbergen.“
Hans Heinrich Lammers wurde Chef der Reichskanzlei. Otto Dietrich wurde Staatssekretär im Reichspropagandaministerium. Neuer Chefadjutant der Wehrmacht bei Hitler wurde Rudolf Schmundt an Stelle von Friedrich Hoßbach. Ernst von Weizsäcker wurde zum 3. April 1938 Staatssekretär im Auswärtigen Amt (an Stelle von Hans Georg von Mackensen).
Im Zuge der Umgliederung wurden auch 16 ältere Generäle pensioniert und 44 versetzt. Göring, der den Posten des Kriegsministers angestrebt, aber nicht erhalten hatte und für sein Streben nach Auszeichnungen bekannt war, wurde mit der Ernennung zum Generalfeldmarschall abgefunden. Aufgrund der Verabschiedung von Werner von Blomberg war er von diesem Zeitpunkt an bis zum 19. Juli 1940 der einzige aktive Generalfeldmarschall der Wehrmacht und damit der ranghöchste Soldat des Dritten Reiches.

## Fazit
Die Affäre Fritsch-Blomberg und die damit zusammenhängenden Rücktritte brachten Hitler handstreichartig an die Schaltstellen der militärischen Macht. Auch sein unmittelbarer, zum Kriege drängender Einfluss auf das Auswärtige Amt wuchs, da der neue Außenminister Ribbentrop keinerlei mäßigende Funktion gegenüber dem Diktator ausübte. Ressentiments im Offizierskorps gegen diese Kursänderung fanden wegen der außenpolitischen Erfolge der nächsten Monate (Anschluss Österreichs und des Sudetenlandes) keine Beachtung. Nach dem Rücktritt von Generalstabschef Beck im August 1938, der ein entschiedener Gegner von Hitlers Kriegskurs war, stand nun niemand mehr Hitler im Weg, seine politischen Ziele auch mit militärischen Mitteln zu erreichen.

## Sonstiges
1949 veröffentlichte Johann Adolf Graf von Kielmansegg, ein Neffe von Fritschs, das Buch „Der Fritsch-Prozeß 1938“. Darin erklärt er die Fritsch-Affäre als eine Intrige Himmlers und Görings. Man kann in dem Buch eine Verteidigungsschrift für seinen Onkel sehen.

## Filme
Die Intrigen um den Sturz Blombergs und Fritschs wurden 1988 von BR und ORF im Fernsehzweiteiler „Geheime Reichssache“ unter Regie von Michael Kehlmann verfilmt.